# 卢时炳
卢时炳，江西都昌人，是一名清朝政治人物。
卢时炳曾于1733年接替马国錞任奉贤县知县一职，1734年由王世勋接任。